# Jugendgerichtsgesetz 1988
Das Jugendgerichtsgesetz 1988 (JGG) regelt das formelle Jugendstrafrecht in der Republik Österreich. Jugendliche im Sinne dieses Gesetzes sind seit der Novelle 2001 nunmehr Personen zwischen 14 und 17 Jahren. Für „Strafsachen junger Erwachsener“ (begangen vor Vollendung des 21. Lebensjahres) gibt es Sonderbestimmungen.

## Inhalt
Das JGG regelt das das Verfahren vor den Jugendgerichten. Straftatbestände sind dort nicht geregelt – diese finden sich im StGB und im Nebenstrafrecht (wie etwa im Suchtmittelgesetz).
Das Jugendgerichtsgesetz ist wie folgt gegliedert:
1. Anwendungsbereich
2. (aufgehoben)
3. Jugendstrafrecht
4. Zuständigkeit und Geschäftsverteilung
5. Verfahrensbestimmungen für Jugendstrafsachen
6. Jugendgerichtshilfe
7. Bestimmungen über den Jugendstrafvollzug

## Sanktionssystem
Die Strafrahmen des allgemeinen Strafrechtes werden durch das JGG herabgesetzt. An die Stelle lebenslanger Freiheitsstrafe oder Freiheitsstrafe von 10 bis 20 Jahren tritt eine Freiheitsstrafe von einem Jahr bis zu 10 bzw. (bei einem Alter von mindestens 16 Jahren zum Tatzeitpunkt) 15 Jahren.
Andere Freiheitsstrafen werden in ihrem Strafrahmen halbiert, so dass z. B. statt einer im StGB vorgesehenen Maximalstrafe von 5 Jahren nur maximal 2 Jahre und 6 Monate verhängt werden können, eine Mindeststrafe entfällt. Das Höchstmaß in Tagessätzen verhängter Geldstrafen wird gleichfalls halbiert. Weiterhin ist in Fällen, wo das Verfahren nicht eingestellt werden kann, aber eine formelle Bestrafung auch nicht notwendig scheint, der „Rücktritt von der Verfolgung“ (Diversion) möglich. Diese wird mit verschiedenen Auflagen verbunden, so etwa der Zahlung eines Geldbetrages oder der Erbringung gemeinnütziger Leistungen. Die Erbringung gemeinnütziger Leistungen darf täglich nicht mehr als sechs Stunden, wöchentlich nicht mehr als 20 Stunden und insgesamt nicht mehr als 120 Stunden in Anspruch nehmen (§ 8 Abs. 2 JGG).
Zum 1. Jänner 2016 wurden die Mindeststrafen für Taten junger Erwachsener (18 bis 20 Jahre) wie bei Jugendlichen reduziert und es darf nicht auf mehr als 15 Jahre Freiheitsstrafe erkannt werden (vgl. aber unten), ansonsten gelten für sie aber keine reduzierten Höchststrafen (§ 19 JGG). 
Seit 1. Jänner 2020 werden junge Erwachsene aber bei strafbaren Handlungen gegen Leib und Leben, gegen die sexuelle Integrität und Selbstbestimmung, gegen das Völkerrecht, bei Taten als Mitglied einer kriminellen Vereinigung und bei Terrorismus wie ältere Erwachsene bestraft, es sei denn, dass es sich um Taten handelt, für die die Höchststrafe weniger als 5 Jahre Freiheitsstrafe beträgt. Lebenslange Freiheitsstrafe darf aber gegen junge Erwachsene nicht verhängt werden, die Höchststrafe beträgt 20 Jahre Freiheitsstrafe (§ 19 Abs. 4 JGG).

## Unterschiede zum deutschen JGG
Nach dem Jugendgerichtsgesetz (Deutschland) werden Heranwachsende (18 bis 20 Jahre) nur bei Reifeverzögerung oder wenn die Straftat nach Art, Umständen oder Beweggründen eine Jugendverfehlung ist, noch nach dem Jugendstrafrecht bestraft. 
In Österreich gilt für diese Personengruppe seit 2016 grundsätzlich das Jugendstrafrecht (vgl. aber Ausnahmen seit 2020 oben), vorher gab es lediglich eine Milderung des allgemeinen Strafrechts durch § 34 Abs. 1 Z. 1  i. V. m. § 36 StGB a. F.
Ein weiterer Unterschied ist die Möglichkeit der Anwendung von Geldstrafen gegen Jugendliche – in Deutschland ist das nur sehr eingeschränkt als Auflage der Zahlung eines Geldbetrags möglich.
Den in Deutschland existierenden Jugendarrest kennt das österreichische JGG nicht.
Dagegen kennt das deutsche JGG keine zahlenmäßige Obergrenze für die Erbringung gemeinnütziger Leistungen.